# Sielsko
Sielsko (deutsch Silligsdorf) ist ein Ort in der polnischen Woiwodschaft Westpommern und gehört zur Gmina Węgorzyno (Landgemeinde Wangerin) im Powiat Łobeski (Kreis Labes).

## Geographische Lage
Das Kirchdorf liegt in Hinterpommern, nordöstlich des Großen Zammer Sees (Jezioro Sambórz Duży), etwa zwanzig Kilometer südlich von Resko (Regenwalde).

## Geschichte
Der Ort geht auf eine slawische Ansiedlung zurück. Ein alter Burgwall aus jener Zeit weist darauf hin.
Die eigentliche Dorfgründung erfolgte zu Beginn des 14. Jahrhunderts durch den Grafen Günzelin von Schwerin. Ab 1315 handelte es sich bei Silligsdorf um ein Lehen der Familie von Wedel, was 1340 urkundlich dokumentiert worden ist.
Der Dreißigjährige Krieg hat tiefe Spuren hinterlassen. Die Zahl der bäuerlichen Anwesen sank im Dreißigjährigen Krieg auf fünf. 1717 gab es 18 Bauern und einen Kossäten in Silligsdorf, 1939 waren es 37 landwirtschaftliche Betriebe.
Bis 1817 gehörte Silligsdorf zum Wedelschen Gutskreis und kam 1818 durch die Kreisreform zu dem neugebildeten Kreis Regenwalde. Silligsdorf wurde Sitz eines nach ihm benannten Amtsbezirks, der aus den Gemeinden Altenfließ (Trzebawie), Horst (Chwarstno), Mellen (Mielno), Schwerin (Zwierzynek), Silligsdorf und Teschendorf (Cieszyno) gebildet wurde.
Im Jahre 1910 zählten Gemeinde und Gutsbezirk Silligsdorf zusammen 505 Einwohner. Ihre Zahl wuchs bis 1933 auf 586 und betrug 1939 schon 594.
Bis 1945 gehörte Silligsdorf zum Landkreis Regenwalde im Regierungsbezirk Stettin, ab 1. Oktober 1938 im Regierungsbezirk Köslin, in der preußischen Provinz Pommern des Deutschen Reichs.
Gegen Ende des Zweiten Weltkriegs besetzte im Frühjahr 1945 die Rote Armee die Region. Wenig später wurde Silligsdorf, wie ganz Hinterpommern, seitens der sowjetischen Besatzungsmacht der Volksrepublik Polen zur Verwaltung überlassen.  Es wanderten nun Polen zu. In der darauf folgenden Zeit wurden die Einheimischen von der polniache Administration aus Silligsdorf vertrieben. Das deutsche Dorf Silligsdorf wurde in Sielsko umbenannt.

## Verkehr
Es besteht eine Nebenstraßenverbindung, die von Węgorzyno über Runowo (Ruhnow) nach Mielno (Mellen) verläuft. Bahnanbindung besteht über die sieben Kilometer entfernte Bahnstation Runowo Pomorskie (Ruhnow-Bahnhof) an den bedeutenden Bahnlinien von Stargard nach Danzig und von Chojnice (Konitz) nach Runowo Pomorskie. Vor 1945 war der damals Silligsdorf genannte Ort selber Bahnstation an der Kleinbahnstrecke von Labes (Łobez)nach Daber (Dobra) der Regenwalder Bahnen.

## Kirche

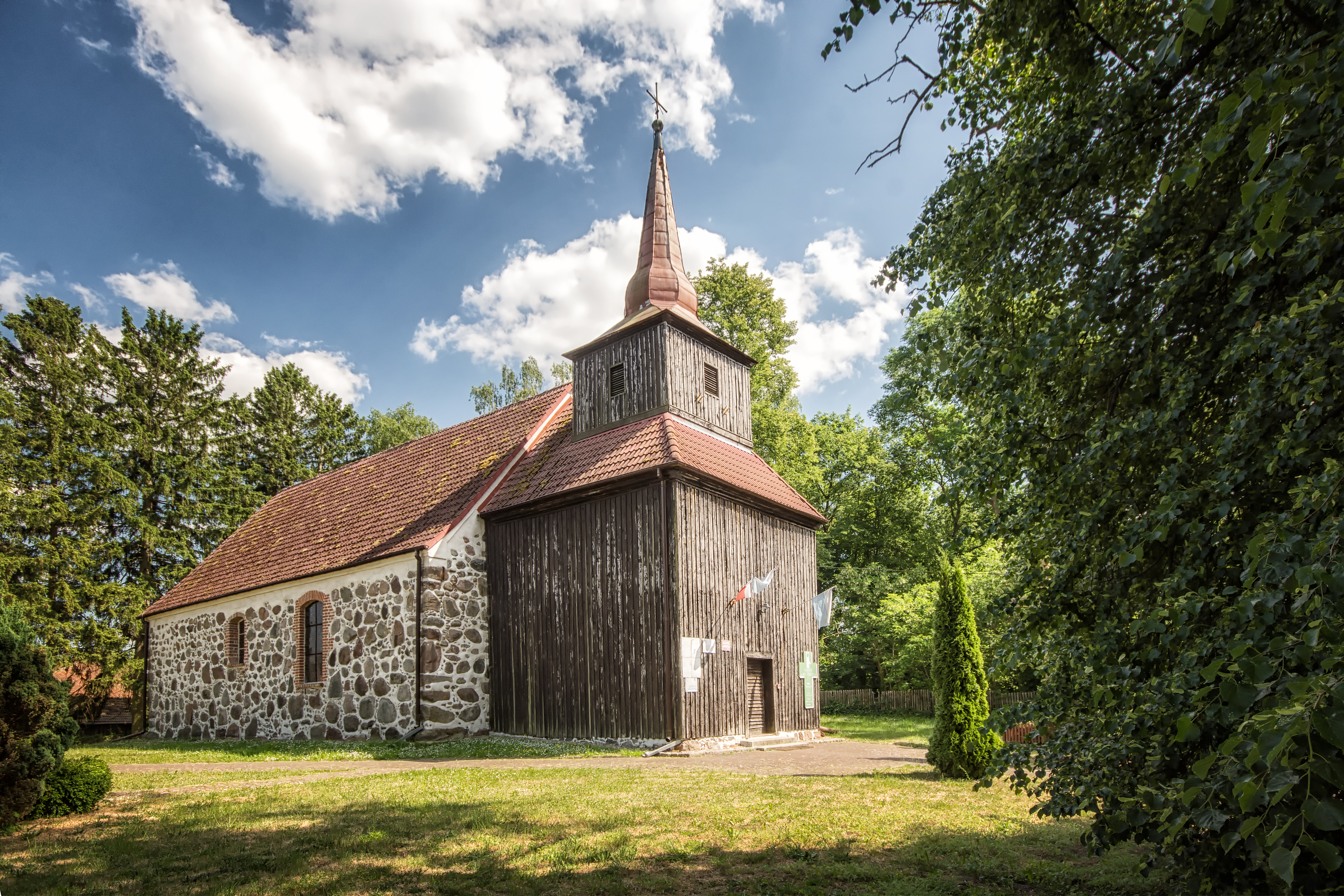
Pfarrkirche (2023), bis 1945 Gotteshaus der evangelischen Gemeinde Silligsdorf

### Pfarrkirche
Die Kirche ist ein Findlingsbau mit einem rechteckigen Grundriss aus dem 16. Jahrhundert. Bis 1945 war sie ein evangelisches Gotteshaus und wurde dann zu Gunsten der katholischen Kirche enteignet. Diese weihte sie neu und gab ihr den Namen Kościół św. Jana Chrzciciela nach Johannes dem Täufer.

### Kirchspiel/Pfarrei
Die Bevölkerung in Silligsdorf und Umgebung war vor 1945 fast ausnahmslos evangelischer Konfession. Silligsdorf selbst war Pfarrsitz eines Kirchspiels, zu dem zwischen 1697 und 1790 die Filialkirche Altenfließ gehörte. Die Kirche in Schwerin war bis 1945 Filialkirche.
Im Jahre 1940 zählte das Kirchspiel insgesamt 801 Gemeindeglieder, von denen 494 zum Pfarrort Silligsdorf und 307 zur Filialkirche Schwerin gehörten. Während Silligsdorf zuletzt patronatsfrei war, hatte in Schwerin die Gutsherrschaft aus der Familie Wedel das Kirchenpatronat inne. Das Kirchspiel gehörte zum Kirchenkreis Freienwalde in Pommern in der Kirchenprovinz Pommern der Kirche der Altpreußischen Union.
Am 12. August 1945 wurde Sielsko mit jetzt überwiegend katholischer Bevölkerung Sitz einer Pfarrei der Katholischen Kirche in Polen. Sie gehört zum Dekanat Łobez (Labes) im Erzbistum Stettin-Cammin. Hier lebende evangelische Kirchenglieder sind in die Trinitatiskirchengemeinde in Stettin in der Diözese Breslau der Evangelisch-Augsburgischen Kirche in Polen eingegliedert.

### Pfarrer bis 1945
Zwischen Reformation und 1945 amtierten in Silligsdorf als evangelische Geistliche die Pfarrer:
| - Georg Müller, ab 1608 - Gregorius Schultze, 1609 - Joachim Großkreutz - Miachel Ballermann, ab 1610 - Johann Albertus, 1619 - Andreas Gröneberg, 1645–1650 - David Gröneberg, 1650–1653 - Friedrich Richter, ab 1654 - Richard Birkholtz - Georg Seidel, 1664–1696 | - David Kypke, 1697–1725 - Georg Christian Velothbart (?), 1725–1738 - Bartholomäus Mayer, 1740–1768 - Christian Gotttrau Runze, 1769–1798 - Georg Christian Friedrich Odenbrecher, 1798–1841 - Julius Anton Hermann Prömmel, 1842–1876 - Martin Konrad Friedrich Witte, 1876–1893 - Gustav Belling, 1894–1928 - Albrecht Kundenreich, 1934–1940 |

## Schule
Um 1850 wurde in Silligsdorf eine Schule in Fachwerkbauweise errichtet, 1914 erfolgte ein Neubau.

## Persönlichkeiten

### Söhne und Töchter des Ortes
- Otto von Wedel (1769–1813), preußischer Major und Ritter des Ordens Pour le Mérite
- Heinrich Kaspar von Wedel (1778–1858), preußischer Major und Ritter des Ordens Pour le Mérite
- Johannes Witte (1877–1945), deutscher evangelischer Theologe und Missionswissenschaftler

### Mit dem Ort verbunden
- Wilhelm von Ditfurth (1780–1855), königlich-preußischer General der Infanterie, heiratete am 31. Juli 1810 in der Silligsdorfer Kirche Florentine von Brederlow (1789–1870)
- Friedrich von Waldersee (1795–1864), preußischer Generalleutnant und Militärschriftsteller, heiratete hier am 2. Juli 1823 Ottilie von Wedel (1803–1882)